# Inés Enríquez Frödden
Pour les articles homonymes, voir Enríquez.
Inés Leonor Enríquez Frödden, née le 11 novembre 1913 à Concepción (Chili) et morte le 15 août 1998 à Santiago (Chili), est une avocate et femme politique chilienne. En 1950, elle devient la première femme de son pays nommée intendante d'une province puis en 1951 la première femme élue députée.

## Biographie

### Famille et études
Elle est la fille de Marco Antonio Enríquez Henríquez et Rosalba Frödden Lorenzen. Elle a quatre frères, Hugo Enríquez Frödden, médecin, directeur d'hôpital et fonctionnaire international, René Enríquez Frödden, ingénieur agronome, Humberto Enríquez Frödden (es), avocat et sénateur, et Edgardo Enríquez (en), médecin, recteur de l'université de Concepción et ministre de l'Éducation de Salvador Allende. Par son frère Edgardo, elle est la tante de Miguel Enriquez et la grand-tante de Marco Enríquez-Ominami.
Elle fait ses études primaires et secondaires au collège de Concepción, puis intègre la faculté de droit de l'université de Concepción. Elle obtient son diplôme d'avocate le 18 octobre 1938. En plus de l'exercice de sa profession, elle se consacre à l'enseignement, en tant que professeure d'économie politique à l'École de service social de l'université de Concepción, entre 1941 et 1951.
Elle épouse Jorge Sáez, avec qui elle a eu un fils, Jorge Guillermo, mort en 1977. Leur mariage fut annulé.

### Débuts et intendante de la province de Concepción
Au cours de ses études universitaires, Inés Enríquez Frödden se lance en politique, rejoignant en 1935 le Parti radical. En son sein, elle préside le Centre féminin radical et les Femmes radicales. Elle est également membre du Conseil national des organisations féminines (Centro Femenino Radical y las Mujeres Radicales), vice-présidente de la Fédération chilienne des institutions féminines (es) (Federación Chilena de Instituciones Femeninas) de Concepción et à l'origine d'une maison pour femmes créée dans cette même ville. En 1954, avec Corina Vargas (es) et inspirée par Amanda Labarca, elle fonde l'Association chilienne des femmes universitaires.
Elle travaille pour la province de Concepción, d'abord comme juriste à partir de 1940. En 1949, elle devient intendante par intérim de la province et en septembre 1950 intendante titulaire (équivalent de gouverneur), la première du pays,,, nommée par le président Gabriel González Videla. À l'instar de la ministre Adriana Olguín, elle fait partie des femmes politiques pionnières du Chili, accédant à des postes jusque là uniquement occupés par des hommes. Pendant environ six mois, Inés Enríquez Frödden est à la tête d'une région particulièrement troublée par les grèves des mineurs de charbon.

### Députée

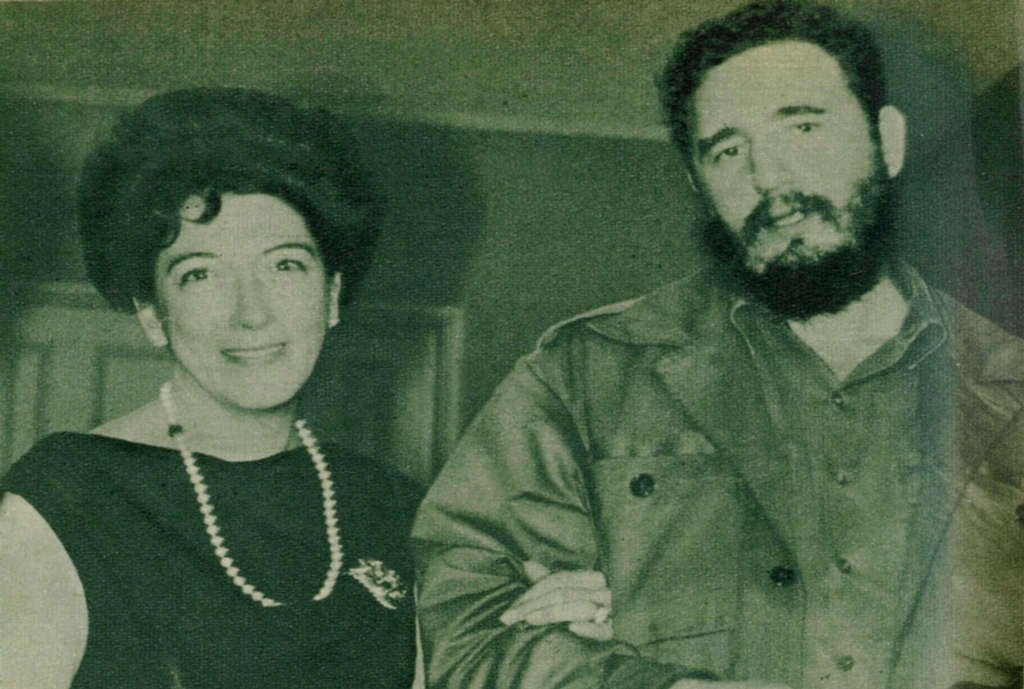
Inés Enríquez Frödden et Fidel Castro lors d'un séjour à Cuba (date inconnue).

Le 16 mars 1951, elle se présente à l'élection législative partielle pour le siège vacant du député Ángel Muñoz García, décédé. Elle bat Esteban Bedoya (Parti démocrate (es)) et Óscar Waiss (Parti socialiste populaire (en)). Le 24 avril, elle devient députée, la première femme du pays à remporter un siège au Congrès.
Aux élections législatives de 1957, elle est élue députée, cette fois pour le 22e district départemental, correspondant aux communes de Valdivia, La Unión, Río Bueno et Panguipulli. Elle est réélue en 1961 et en 1965. Elle est membre des commissions de la Défense, du Travail, des Relations extérieures, des Routes et Travaux publics, du Budget et de la commission spéciale sur le vagabondage des enfants.
Au cours de sa carrière parlementaire, elle présente plusieurs projets de loi et motions liés au domaine social. En 1961, elle défend ainsi un projet de loi sur le divorce, qui n'est jamais voté. Elle légifère également en matière de travail, avec des projets sur la rémunération des ouvriers, les allocations familiales (loi no 11051 du 18 novembre 1952), la création de la Commission de l'intégrité administrative, et des lois spéciales pour les salariés du privé (loi no 14687 du 26 octobre 1961), des mineurs (loi no 16520 du 22 juin 1966) et des majeurs analphabètes. Elle fait enfin modifier le Code pénal et le Code du travail en faveur de la défense des droits des femmes et la protection de la maternité.
En 1969, peu avant l'élection présidentielle qui se tient l'année suivante, l'aile anticommuniste du Parti radical fait scission, pour former le parti Démocratie radicale (en). Inés Enríquez Frödden rejoint ce parti, occupant le poste de vice-présidente.